# District de Thủ Đức

Le district de Thủ Đức (vietnamien : Quận Thủ Đức) est un ancien arrondissement urbain d'Hô Chi Minh-Ville au Viêt Nam. En 2020, il a été fusionné avec les 2e et 9e arrondissement d'Hô Chi Minh-Ville pour former la ville de Thủ Đức, une ville administrée par une ville-province (thành phố thuộc TPTTTW).

## Présentation
Le district est composé de 12 quartiers : Linh Đông, Linh Tây, Linh Chiểu, Linh Trung, Linh Xuân, Hiệp Bình Chánh, Hiệp Bình Phước, Tam Phú, Trường Thọ, Bình Chiểu, Bình Thọ et Tam Bình.
Le district abrite l'université nationale de Hô Chi Minh-Ville.

## Galerie

Trường Thọ.
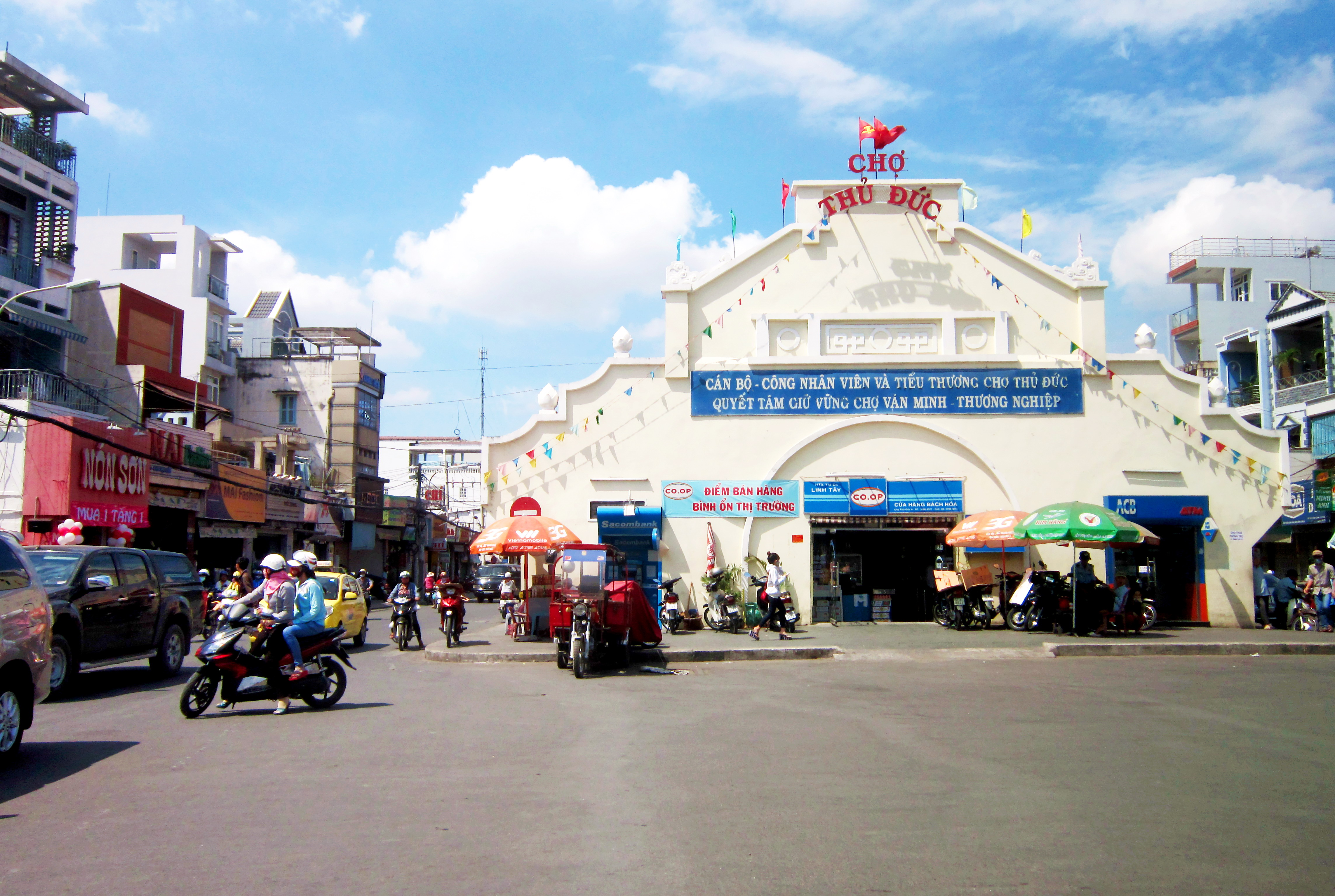
Marché de Thủ Đức.
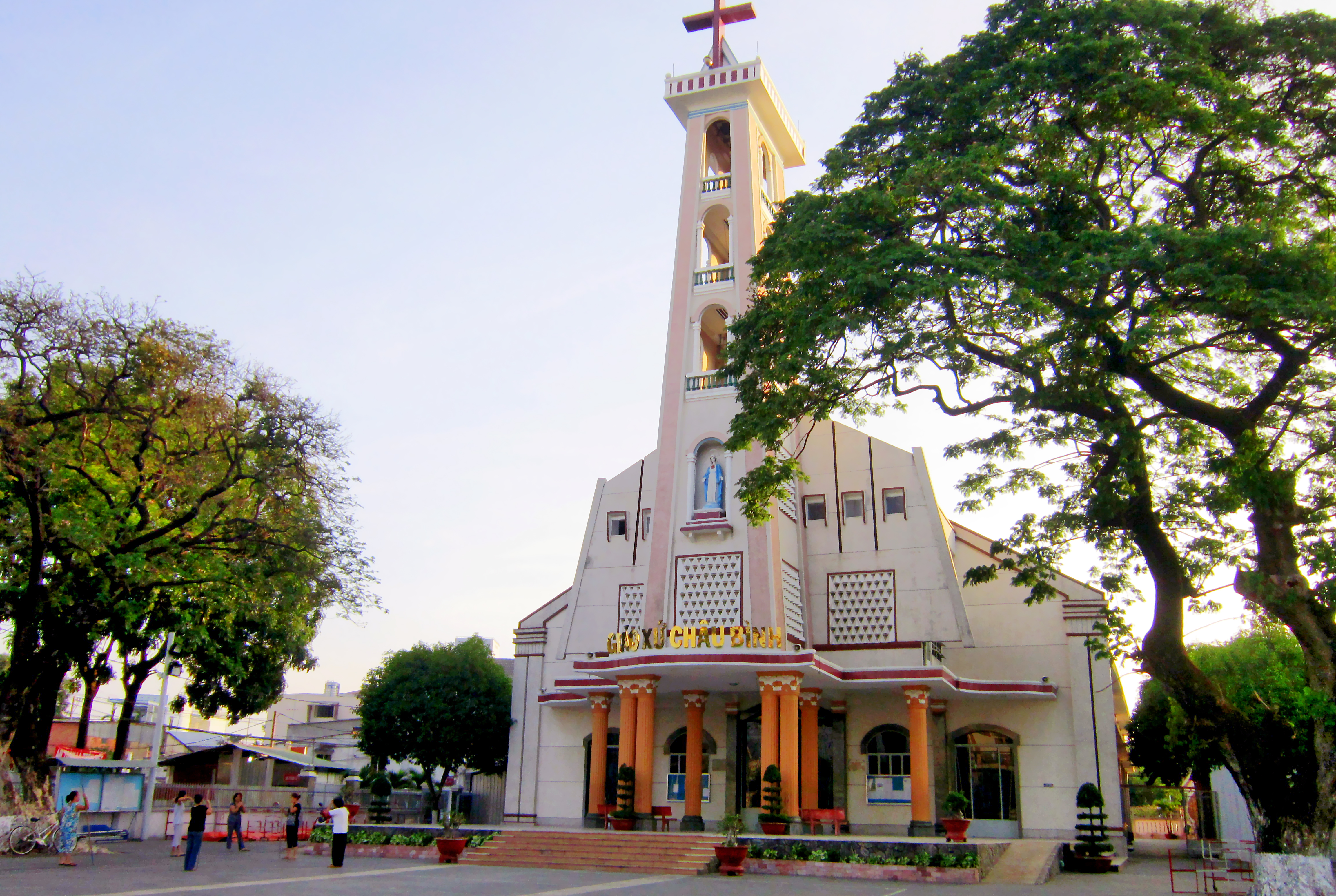
Église paroissiale de Chau Binh.

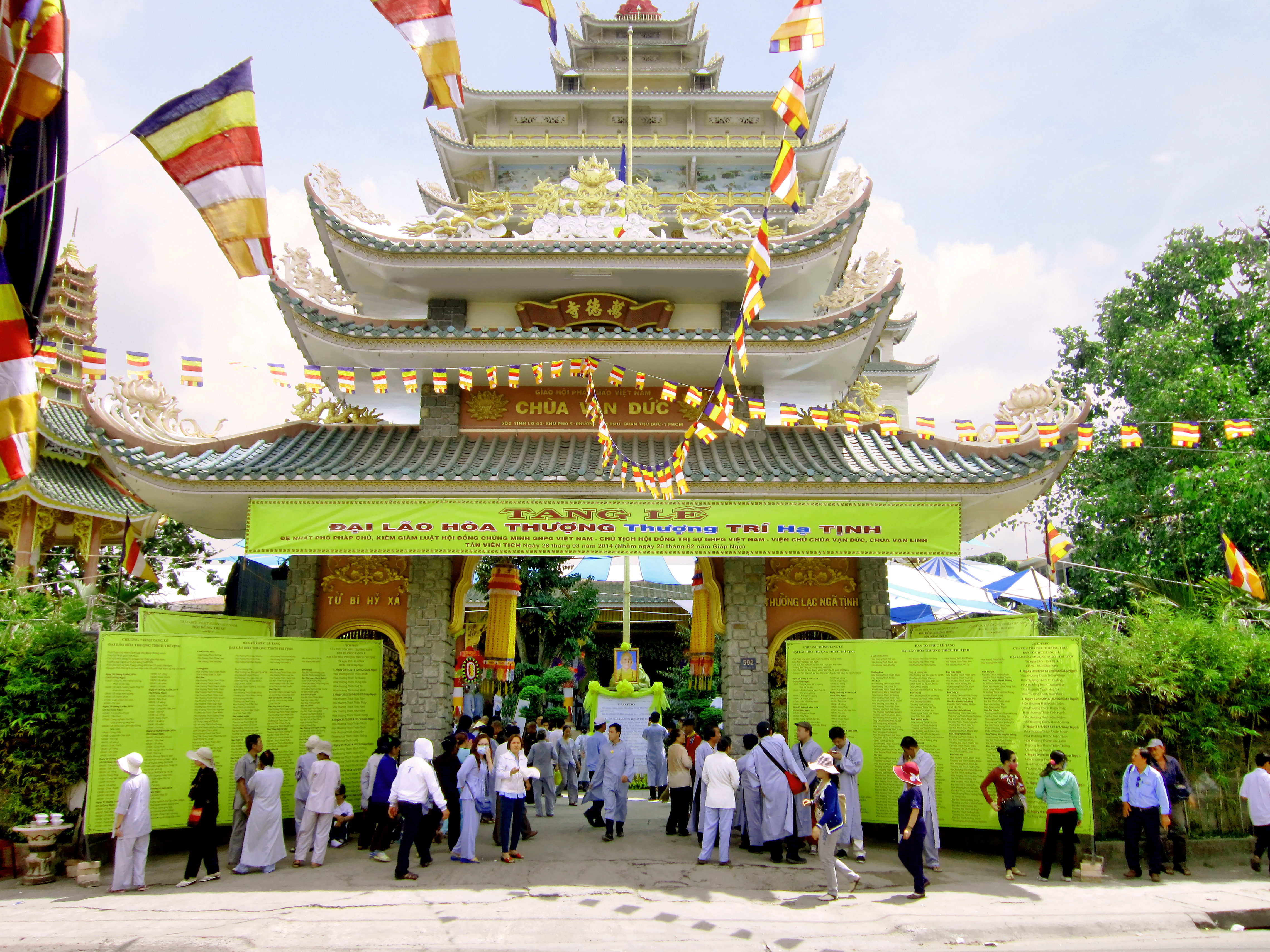
Le temple Vạn Đức.
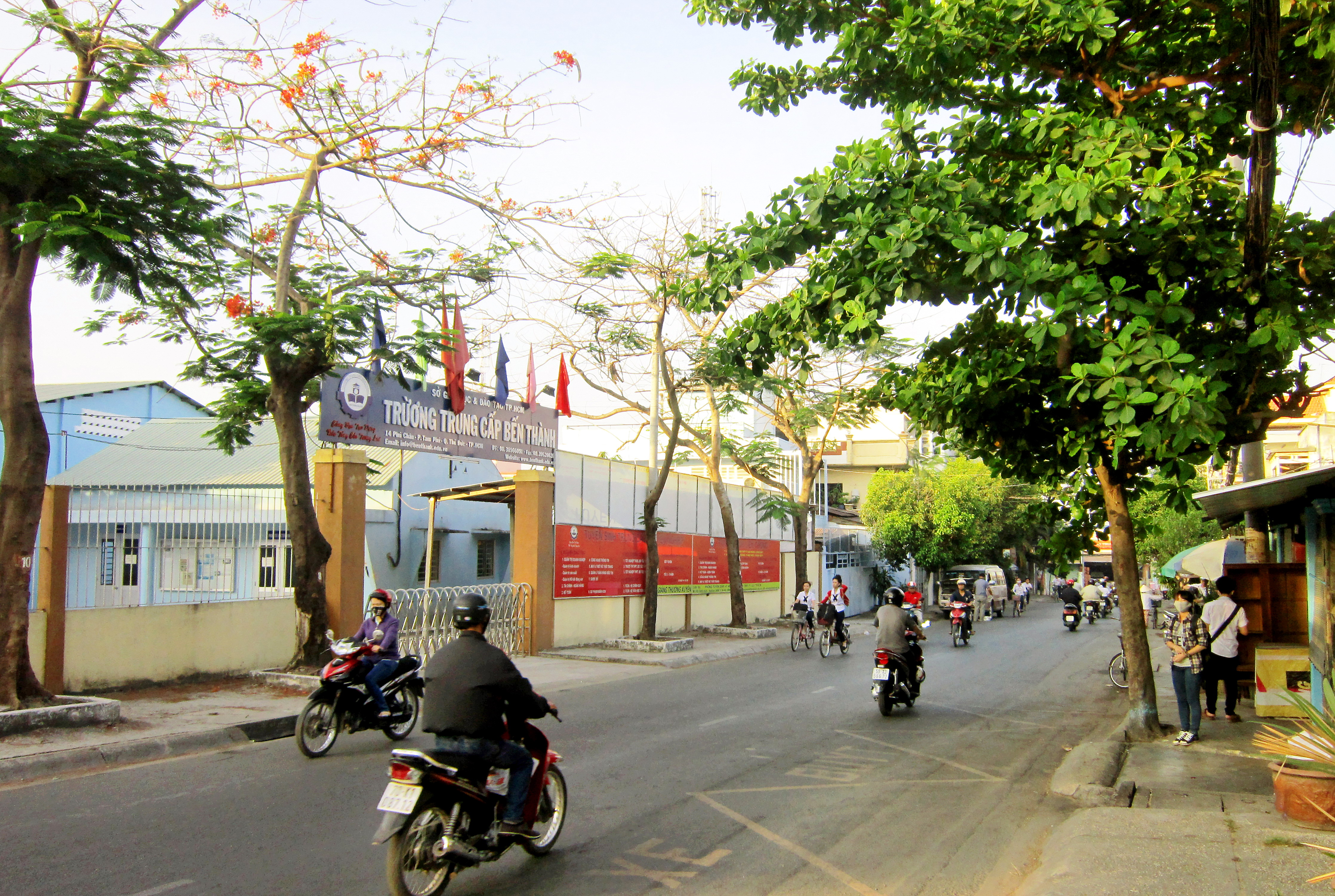
Rue Phu Chau.
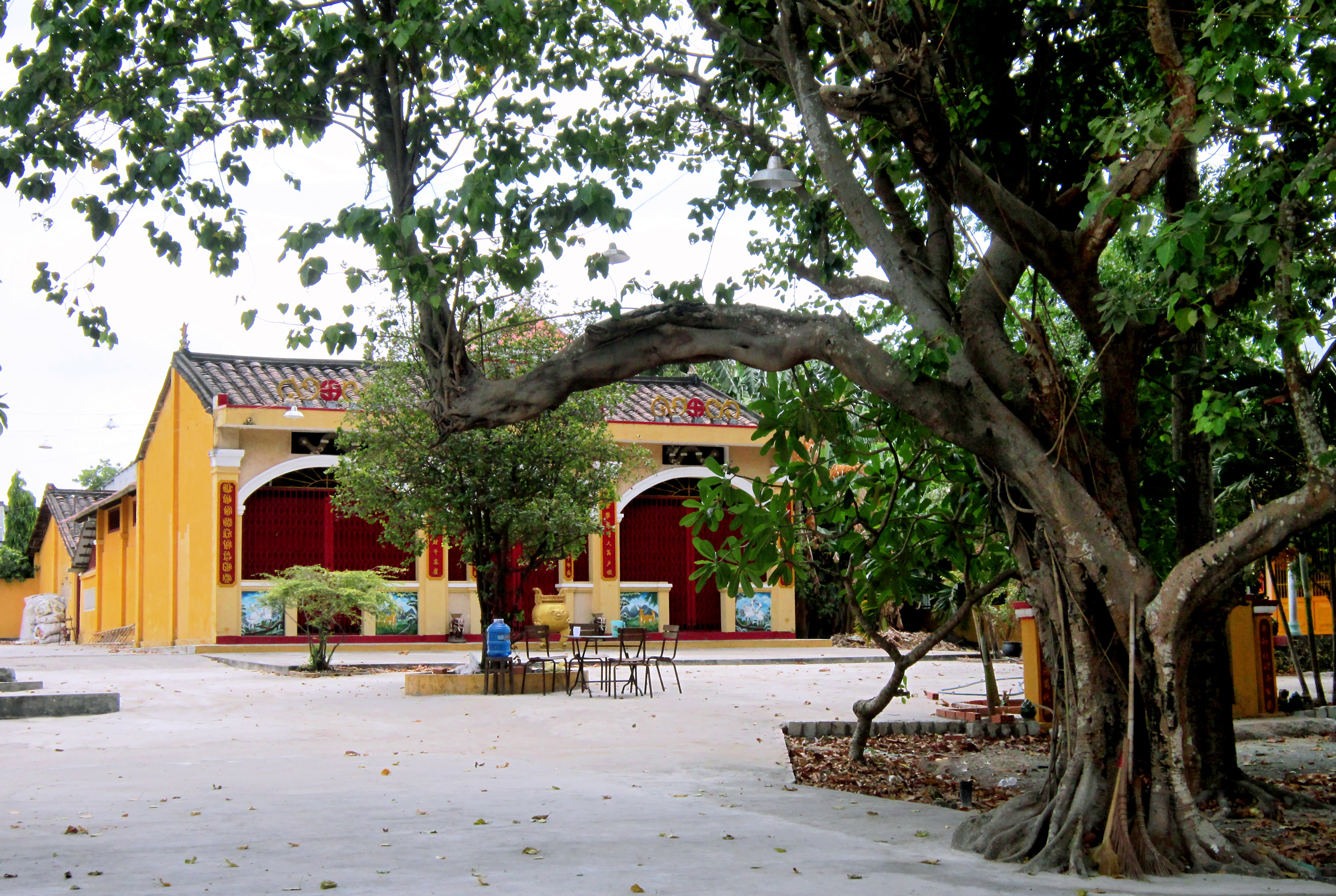
Temple Bình Đức.